# Cornelius Herstatt
Cornelius Herstatt (* 17. Juni 1959 in Köln) ist ein deutscher Innovationsforscher und Professor für Innovationsmanagement an der Technischen Universität Hamburg. Er ist Direktor des dortigen Instituts für Technologie- und Innovationsmanagement und leitet gemeinsam mit Rajnish Tiwari das Center for Frugal Innovation.

## Leben
Cornelius Herstatt ist ein Sohn des Bankiers Iwan D. Herstatt in Köln. Nach einer kaufmännischen Lehre studierte er Betriebswirtschaftslehre und Volkswirtschaftslehre an den Universitäten zu Köln, Zürich und Oxford. Er promovierte am Institut für Betriebswirtschaftliche Forschung der Universität Zürich und arbeitete fünf Jahre als wissenschaftlicher Assistent am Betriebswissenschaftlichen Institut der Eidgenössischen Technischen Hochschule in Zürich. 1990 war er als Visiting Scholar am Massachusetts Institute of Technology (MIT-Boston) tätig. Vor seiner Berufung zum Professor im Jahr 1998 war Herstatt in Führungspositionen bei einer internationalen Unternehmensberatung sowie einer Schweizer Industrie-Gruppe tätig.
Herstatt ist verheiratet und hat drei Söhne.

## Forschung
In seiner Forschung befasst sich Herstatt seit den 1980er Jahren mit dem Phänomen der "Anwender-Innovation". Auf diesem Gebiet hat er maßgebliche Arbeiten geleistet und viele beachtete Veröffentlichungen platziert. Mit dem Aufkommen des Internets richtete sich seine Forschung vermehrt in Richtung „Open Source Innovation“ in (Internet-)Communitys. In letzter Zeit gilt sein besonderes Interesse den so genannten „Frugalen Innovationen“, die häufig im Kontext von Entwicklungsländern entstehen und bei den oft Anwender wieder eine treibende Kraft darstellen. Ein weiterer Schwerpunkt ist seine Forschung über Innovationen in alternden Gesellschaften.
Die Forschung von Cornelius Herstatt ist international ausgerichtet und konzentriert sich neben seinem Heimatland auf Japan und Indien. Er forscht und veröffentlicht gemeinsam mit internationalen Kollegen. Herstatt ist Autor von vielen Büchern zur Innovationsforschung und einigen hundert Publikationen in deutscher, englischer und japanischer Sprache. Herstatt ist Ehrendoktor der Technischen Universität Kaunas (KTU, Littauen), hatte Gastprofessuren an Australischen, Japanischen und Amerikanischen Universitäten und ist Alumnus der Japan Society for the Promotion of Science (JSPS), des Deutschen Instituts für Japanstudien, des East-West Centers (Hawaii) und des Templeton College (Oxford).